# مجد الدين الخوافي
مجد الدين الخوافي (القرن الثامن الهجري) كاتب وشاعر فارسي.
قيل أنه إنه كان بهرات ثم ذهب إلى سيستان ومات بفراة. له «روضة الخلد» ألفه سنة ٧٢٣ هـ في قبال گلستان.